# リチャード・マーティン (カパーの初代準男爵)
初代準男爵サー・リチャード・マーティン（Sir Richard Martin, 1st Baronet JP PC (Ire)、1831年3月17日 – 1901年10月18日）は、アイルランドの実業家。ダブリン市長官を務めた。

## 家族
ジェームズ・マーティン (James Martin)と妻メアリー（パトリック・シャノンの娘）の五男として、1831年に生まれた。父はアングロ・アイリッシュの地主でダブリン県カパー (Cappagh)出身だった。
1864年、メアリー・コリガン（Mary Corrigan、1907年没、ヴィクトリア女王の侍医 (the Queen's physician-in-ordinary) 初代準男爵サー・ドミニク・コリガンの娘）と結婚した。

## 事業と公職
マーティンは、ダブリンにおいて最も古い歴史をもつ木材会社や海運会社の経営に関わっており、ダブリン港における成功した大物のひとりであった。
市政の公職に任じられる事もよくあり、アイルランド灯台委員会 (Irish Lights Board) や貸付基金委員会 (Loan Fund Board) の委員となり、港湾船舶委員会 (Port and Docks Board) では委員長を務めた。
1865年から1866年にはダブリン市長官を務め、1869年3月8日にはダブリン市副統監に任命された。
1885年には、ダブリン商工会議所 (Dublin Chamber of Commerce) 会頭となり、1885年6月2日に準男爵に叙された。1896年、アイルランド枢密院の枢密顧問官に任命された。
1901年10月にダブリンで死去、準男爵位は廃絶した。